# Joe McKnight
Joe McKnight (Kenner, 16 april 1988 – Terrytown, 1 december 2016) was een Amerikaans American football-running back. McKnight speelde een korte tijd in de NFL bij de New York Jets en de Kansas City Chiefs. Ook speelde hij in de Canadian Football League voor de Edmonton Eskimos en de Saskatchewan Roughriders. Eind 2016 werd McKnight doodgeschoten door de 54-jarige Ronald Gasser nadat McKnight hem wilde aanspreken op zijn rijgedrag.

## Jeugd
McKnight groeide op in River Ridge, hij speelde daar voor de John Curtis Christian middelbare school. McKnight's middelbare school carrière werd dwarsgezeten door de nasleep van Orkaan Katrina, die grote schade aanrichtte in de staat Louisiana. McKnight was tijdens zijn middelbare school carrière, een superster in de regio. Door zijn ongelooflijke talent bewonderden veel mensen hem, ook leidde hij de mensen af van hun nare bestaan, de meeste mensen waren hun huis kwijtgeraakt tijdens Orkaan Katrina en het spel van McKnight bracht toch nog een beetje vreugde in de gemeenschap. McKnight werd door het gehele land gezien als de beste football speler op middelbaar school niveau en vele universiteiten gaven hem een studiebeurs. Uiteindelijk besloot McKnight om twee universiteiten te overwegen, de Universiteit van Southern California waar zijn grote idool Reggie Bush had gespeeld en waarmee veel mensen hem vergeleken of de Louisiana State Universiteit waar hij dichtbij woonde.

### Rekrutering controverse
Veel mensen waren ervan overtuigd dat McKnight zou kiezen voor de Louisiana State Universiteit. Maar op de dag dat hij zijn keuze officieel moest maken schokte hij zijn lokale gemeenschap door voor USC te kiezen. In een interview met lokale pers vertelde McKnight dat hij met Reggie Bush had gesproken, volgens de regels van de NCAA is het verboden dat universiteit spelers contact hebben met middelbare scholieren omdat deze hun keuze kunnen beïnvloeden. Er ontstond vervolgens grote rumoer. McKnight kwam later terug op zijn woorden en zei dat de lokale media zijn woorden hadden verdraaid en dat hij en Bush geen contact met elkaar hadden. Doordat McKnight voor USC koos kregen de Trojans een van de beste rekruteringsklassen ooit. Zo had running back Marc Tyler, die werd gezien als de beste middelbare school running back na McKnight ook al voor USC gekozen. Hiermee kregen de Trojans een van de beste running back duo's in college football.

## Universitaire carrière
Toen McKnight arriveerde op het campus van USC noemden vele fans hem de nieuwe Reggie Bush, er ontstond al een enorme hype over McKnight's carrière nog voordat hij ook maar één wedstrijd voor het team had gespeeld.
McKnight's eerste seizoen begon tegenvallend, hij liet meerdere keren de bal uit zijn handen vallen en behaalde weinig rushing yards. Tegen het einde van het seizoen begon hij in vorm te raken en de meeste fans begonnen zelfs al te speculeren over het winnen van de Heismantrofee in McKnight's tweede seizoen.
Voordat zijn tweede seizoen zou beginnen werd McKnight door verschillende journalisten genoemd als een mogelijk kandidaat om de Heismantrofee te winnen. McKnight's tweede seizoen was echter een grote tegenvaller, hij kreeg te maken met ziekte, blessures en hij was totaal niet in vorm. Aan het einde van het seizoen noemde journalist Bobby Burton van Rivals.com zijn carrière een teleurstelling, "McKnight heeft tot nu toe nog niets laten zien op het veld, hij speelt naar behoren maar daar blijft het ook bij, hij heeft nog geen wedstrijd gespeeld zoals Reggie Bush dat ooit deed." 
In McKnight's derde en laatste seizoen haalde hij eindelijk de 1,000 yards. McKnight kreeg echter te maken met beschuldigingen van illegaal verkregen giften, volgens geruchten bleek dat McKnight een SUV had ontvangen van een zakenman genaamd Scott Schenter. Kort nadat de NCAA bekend maakte een onderzoek in te stellen, maakte McKnight bekend dat hij zich verkiesbaar zou stellen voor de draft van 2010. Volgens de meeste mensen toonde dit aan dat McKnight schuldig was en hij zo een straf probeerde te ontlopen.

## Professionele carrière
McKnight werd in de vierde ronde gekozen van de draft door de New York Jets. McKnight had moeite om zich aan te passen in de NFL, zo moest hij overgeven tijdens een trainingskamp. McKnight liet tijdens de voorbereiding zien totaal niet klaar te zijn voor de snelheid en intensiteit van de NFL, zo liet hij drie keer de bal vallen en verzamelde hij weinig yards. De leiding van de Jets besloten om hem als kick en punt returner in te zetten. In deze rol was McKnight uitermate succesvol en hij vervulde deze rol dan ook drie seizoenen lang. In 2013 werd zijn contract ontbonden.
In 2014, na een jaar lang geen football te hebben gespeeld, tekende McKnight een contract bij de Kansas City Chiefs. Hij speelde op 21 september 2014 een geweldige wedstrijd tegen de Miami Dolphins, in deze wedstrijd scoorde hij twee touchdowns. Vijf dagen later op een training scheurde McKnight zijn achillespees waardoor hij het hele jaar werd uitgeschakeld. Aan het einde van het seizoen werd zijn contract ontbonden.
In 2016 tekende hij een contract bij de Edmonton Eskimos in de Canadian Football League, zijn contract werd echter al snel ontbonden vanwege zijn tegenvallende prestaties. Hij tekende daarna een contract bij de Saskatchewan Roughriders waar hij een aantal wedstrijden speelde, hij kreeg een contractverlenging aangeboden en hij zou ook in 2017 voor ze in actie komen, helaas stierf McKnight vroegtijdig.

## Dood
Op 1 december 2016 werd McKnight doodgeschoten door de 54-jarige Ronald Gasser, die een verkeersovertreding beging. McKnight probeerde Gasser duidelijk te maken dat hij een overtreding beging. Vervolgens stopte Gasser zijn auto langs de weg, ook McKnight deed dit. Nog voordat McKnight zijn auto kon uitstappen werd hij beschoten door Gasser. McKnight overleed ter plekke.